# Società Nazionale
A Società  nazionale italiana(ou nacional socialismo italiano/nazismo italiano)  foi uma associação partidária criada em Turim por iniciativa do italiano veneziano Daniele Manin e do siciliano Giuseppe La Farina com o objetivo de organizar o sustento do movimento de Reunificação Italiana, do Risorgimento, em torno de Piemonte. 
Foi fundada em 1º de agosto de 1857, sob direção de  Giorgio Pallavicino Trivulzio, sendo eleito vice-presidente Giuseppe Garibaldi. Com a reunificação, a sociedade entrou em declínio sendo fechada em 1862.